# Sami Al-Jaber
Sami Abdullah Al-Jaber (em árabe: سامي عبدالله الجابر; Riad, 11 de dezembro de 1972) é um ex-futebolista saudita, que atuava como atacante. Al-Jaber disputou quatro Copas do Mundo.

## Carreira
Grande velocista e um baita driblador, defendeu apenas duas equipes durante toda sua carreira, primeiro na Arábia Saudita, o Al-Hilal, e outra na Inglaterra, o Wolverhampton Wanderers, onde teve uma rápida passagem por empréstimo, na temporada 2000-2001.
Durante vinte anos, entre 1988 e 2008, defendeu o Al-Hilal, da Arábia Saudita. Por este clube, marcou história e bateu vários recordes. É frequentemente citado como o jogador mais famoso do Al-Hilal em todos os tempos, e também um dos que mais marcaram gols com a camisa do clube, com 143 gols em 305 jogos pela Premier League Árabe, pela qual foi o artilheiro por duas vezes (em 1989-90 e 1992-93).
Em 21 de janeiro de 2008, dia de sua última partida pelo Al-Hilal, o clube realizou um amistoso de despedida para Al-Jaber, contra o Manchester United. Ele marcou de pênalti aos 39 minutos de jogo, ajudando o Al-Hilal a vencer os ingleses por 3-2. Os gols do United foram marcados por duas estrelas do futebol mundial, Carlos Tevez e Cristiano Ronaldo
Após esta partida, em janeiro de 2008, Al-Jaber se aposentou oficialmente do futebol.

### Seleção nacional
Foi o grande destaque da sua seleção (da qual fez parte de 1992 a 2006), com 44 gols em 163 partidas. Disputou um total de quatro Copas do Mundo, a primeira em 1994, depois em 1998, 2002 e 2006. Com doze anos de participação em Copas, entra para o rol de jogadores como Pelé, Michael Laudrup, Cafu, Ronaldo, Diego Maradona e Uwe Seeler.

## Títulos
Al-Hilal
- Liga dos Campeões da AFC: 1991 e 2000
- Campeonato Saudita: 1990, 1996, 1998, 2002 e 2005
- Copa da Coroa do Príncipe: 1995, 2000, 2003, 2005 e 2006
- Copa do Rei: 1989
- Recopa Asiática: 1997 e 2002
- Supercopa Asiática: 1997 e 2000
- Liga dos Campeões Árabes: 1994 e 2005
- Recopa Árabe: 2000
- Copa dos Campeões do Golfo: 1998

Arábia Saudita
- Copa da Ásia: 1996